# Damanawiczy (obwód homelski)
Damanawiczy (biał. Даманавічы; ros. Домановичи, Domanowiczi) – agromiasteczko na Białorusi, w obwodzie homelskim, w rejonie kalinkowickim, siedziba administracyjna sielsowietu Damanawiczy. W 2009 roku liczyło 656 mieszkańców.